# 清风店镇
清风店镇，是中华人民共和国河北省保定市定州市下辖的一个乡镇级行政单位。。第二次国共内战时期，在此地发生清风店战役，因此而知名。

## 行政区划
清风店镇下辖以下地区：
清风店西街村、清风店北街村、清风店东街社区村、清风店南街村、吴村、太平庄村、西三路社区村、燕三路村、大三路村、东三路村、南支合村、北支合村、王庄村、东岗村、西岗村、新立庄村、廿里铺村、罗家庄村、连仲村、西市邑村、东市邑村、侯辛庄村、南王吕村、东王吕村、西王吕村、燕家庄村和席家庄村。

## 交通
- 京广铁路：清风店站